# スーリヤ (俳優)
スーリヤ（Suriya、1975年7月23日 - ）は、インドのタミル語映画で活動する俳優、映画プロデューサー、テレビ司会者。俳優としてタミル・ナードゥ州映画賞を2回、フィルムフェア賞 南インド映画部門を4回、エジソン賞を2回、シネマ・エクスプレス賞を1回、CineMAA賞を1回、ヴィジャイ・アワードを1回受賞している。また、フォーブス・インディアの「セレブリティ100」には6回選ばれている。
G・ダナンジャヤンは、スーリヤがテルグ語圏の観客からも高い人気を集めていることから、彼を「タミル語映画最大のスター」と評価している。

## 生い立ち
1975年、シヴァクマールとラクシュミーの息子としてチェンナイに生まれ、「サラヴァナン (Saravanan)」と名付けられた。スーリヤはパドマ・セシャドリ・バーラ・バワンとセント・ベーディズ・アンジェロ・インディアン・ハイアー・セカンダリー・スクールで教育を受け、ロヨラ大学チェンナイ校で商学士号を取得した。
弟妹にはカールティとブリンダ・シヴァクマールがいる。2006年9月11日にジョーティカーと結婚し、2子をもうけた。

## キャリア

### 1997年 - 2002年

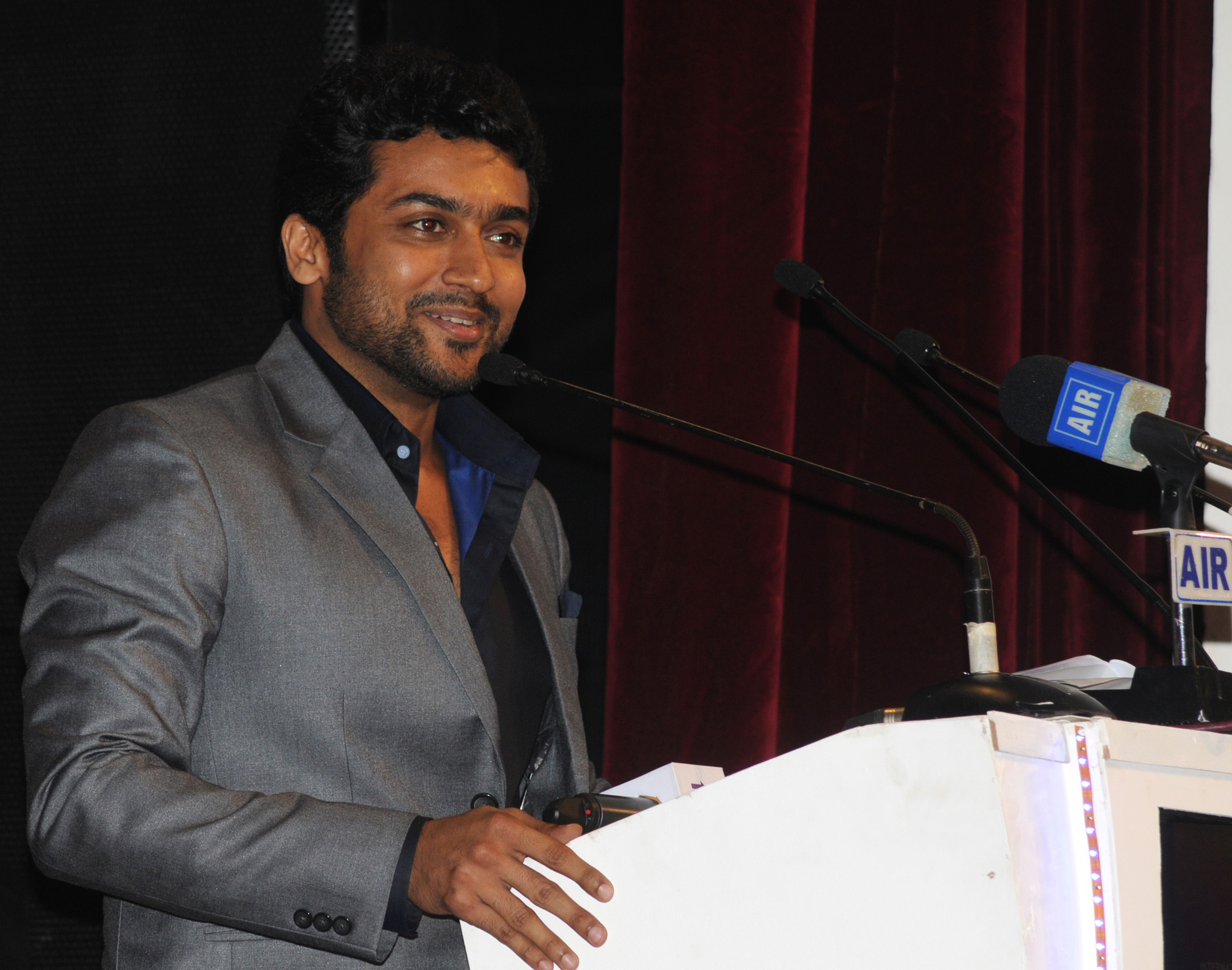
第42回インド国際映画祭閉会式でスピーチするスーリヤ

スーリヤは俳優になる前は、衣装品の輸出工場で8か月間働いていた。彼は縁故主義による待遇を避けるため、シヴァクマールの息子という事実を隠して働いていたが、最終的に上司に事実が漏れてしまう。このころ、ヴァサントから『Aasai』への出演を持ちかけられたが、「俳優業に興味がない」と出演を辞退している。しかし、22歳の時にヴァサントの『Nerrukku Ner』で俳優デビューし、同名の俳優サラヴァナンとの混同を避けるため、プロデューサーのマニラトナムから「スーリヤ (Suriya)」の芸名を名付けられた。マニラトナムは自身の監督映画で「スーリヤ」という名前のキャラクターを頻繁に登場させていた。同作ではヴィジャイと共演している。
1990年代後半はヒット作に恵まれなかった。1998年に『Kaadhale Nimmadhi』『Sandhippoma』に出演し、1999年にはS・A・チャンドラシェーカルの『Periyanna』でヴィジャヤカーントと共演した。『Poovellam Kettuppar』『Uyirile Kalanthathu』ではジョーティカーと共演し、シッディーキーの『Friends』ではヴィジャイと共演している。スーリヤは初期のキャリアについて「自信や記憶力、アクションやダンスのスキルが欠けていたため苦労した」と語っており、このころにラグヴァランから「自分のアイデンティティを確立するように」と助言を受けている。
2001年にバーラの『Nandha』でタミル・ナードゥ州映画賞 主演男優賞を受賞し、俳優としての知名度を上げた。2002年にはヴィクラマンの『Unnai Ninaithu』、アミールの『Mounam Pesiyadhe』に出演した。

### 2003年 - 2007年

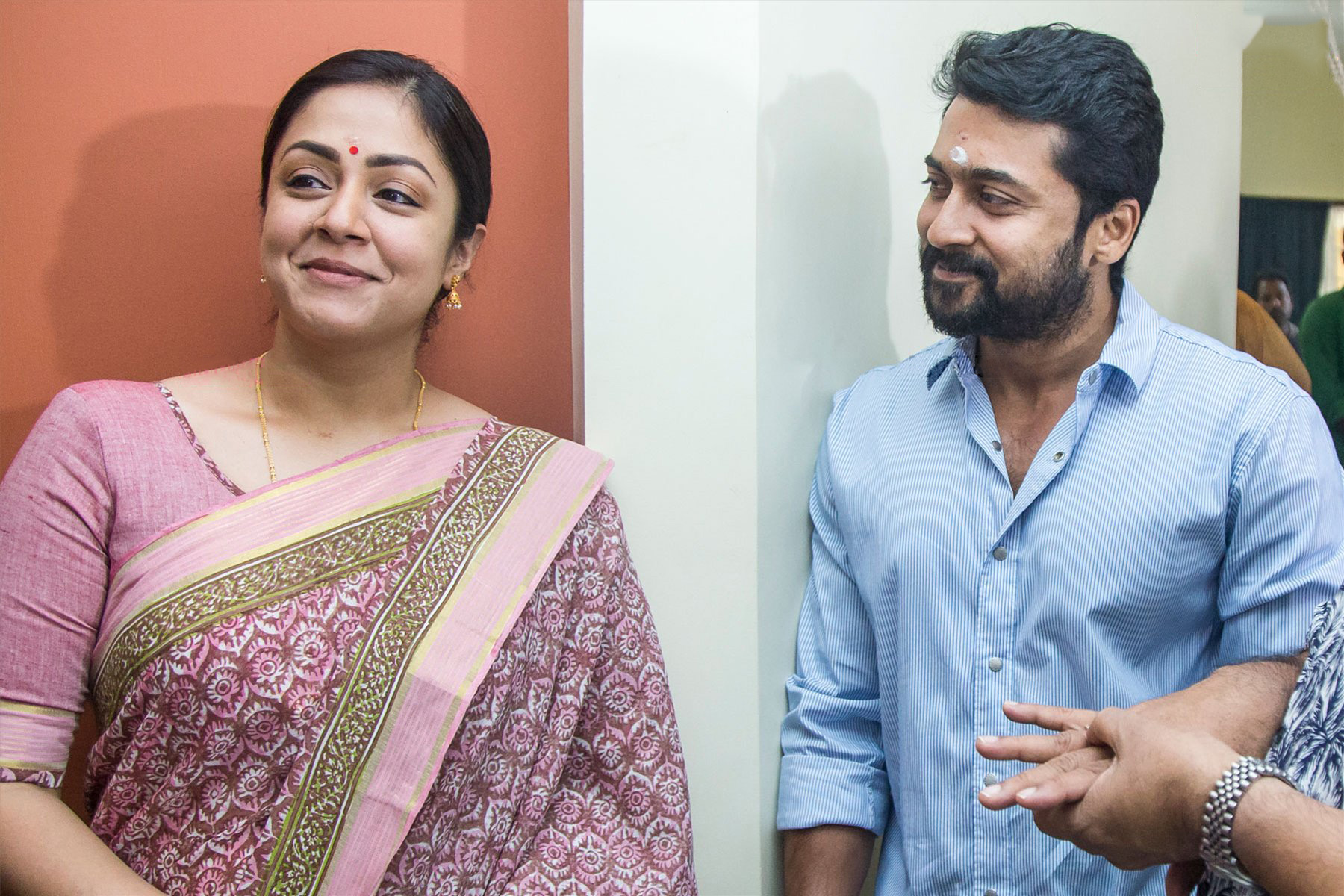
スーリヤとジョーティカー夫妻

2003年にガウタム・ヴァスデーヴ・メーナンの『Kaakha Kaakha』で警官役を演じた。同作はスーリヤにとって最初のブロックバスターとなり、Rediff.comからは「スーリヤのアンブーセルヴァン役は役柄にぴったりで、彼のキャリアにとって最高の作品となった」と批評された。バーラの『Pithamagan』ではヴィクラムと共演してフィルムフェア賞 タミル語映画部門助演男優賞を受賞し、興行的にも成功を収めた。
2004年には『Perazhagan』で一人二役を演じ、「スーリヤの演技は賞賛に値する。彼はユーモアでもアクションでも最高の演技をしている。この俳優はハットトリックを成し遂げた」と演技を絶賛された。同作は興行的な成功を収め、フィルムフェア賞 タミル語映画部門主演男優賞を受賞した。同年にはマニラトナムの政治映画『Aaytha Ezhuthu』でR・マーダヴァン、シッダールトと共演して学生運動リーダー役を演じ、高い評価を得た。同年11月にA・R・ムルガダースの『Ghajini』で前向性健忘症のビジネスマン役を演じた。同作は同年のタミル語映画年間興行成績第3位となるブロックバスターを記録し、Sifyは「映画はスーリヤの魅惑的な演技によって牽引されている」と批評している。
2005年にハリの『Aaru』に出演した。同作は平均的な興行成績を収め、スーリヤは「スーリヤはあなたを座席に釘付けにした」と演技を評価された。2006年に『Sillunu Oru Kaadhal』でジョーティカー、ブーミカー・チャウラーと共演した。同作の評価は平均的な者だったが、スーリヤは演技を高く評価されている。2007年に『Vel』でアシン・トーットゥンカルと共演し、興行的な成功を収めた。

### 2008年 - 2013年
2008年11月、スーリヤはガウタム・ヴァスデーヴ・メーナンの『Vaaranam Aayiram』で一人二役を演じ、同作を「ユニーク」で「心に響く」と語っている。彼は8か月間かけて減量した。同作にはシムラン、サミーラ・レッディ、ディヴィヤ・スパンダナが出演し、興行的な成功を収め、スーリヤの演技も高い評価を得ている。批評家からは「彼の演技によって映画が成り立っている」「完全なるスーリヤ・ショー」と批評されており、彼はフィルムフェア賞タミル語映画部門主演男優賞、タミル・ナードゥ州映画賞 特別賞、ヴィジャイ・アワード 主演男優賞を受賞した。また、同作も国家映画賞 タミル語長編映画賞を受賞している。
2009年にK・V・アーナンドの『Ayan』でプラブ、タマンナー・バティアと共演した。同作はタンザニア、ナミビア、マレーシア、インドで撮影が行われ、スーリヤはボディダブルを使わずにアクションシーンを撮影している。公開後は興行的な成功を収め、ヴィジャイ・アワード エンターテイナー賞を受賞した。『Ayan』の成功によってスーリヤは最も収益性の高いタミル俳優となり、同作は2009年タミル語映画年間興行成績第1位となった。続いて出演したK・S・ラヴィクマールの『Aadhavan』でも高い評価を受け、Sifyは「完全なるスーリヤ・ショー」「この映画は俳優の魔法にかかっており、彼のおどけた悪ふざけだけでも一見の価値がある」、Rediff.comは「完全にスーリヤの映画です」と批評している。2010年にハリの『Singam』で田舎から都会に出稼ぎに行く警官役を演じた。スーリヤの演技は高い評価を受け、フィルムフェア賞タミル語映画部門主演男優賞にノミネートされ、2010年の年間興行成績第2位となった。同年にラーム・ゴーパール・ヴァルマの『Rakta Charitra 2』でテルグ語映画、ヒンディー語映画デビューし、『Manmadan Ambu』『Ko』『Avan Ivan』ではゲスト出演している。
2011年にA・R・ムルガダースの『7aum Arivu』でシュルティ・ハーサンと共演し、サーカス団員と達磨の二役を演じた。同作の評価は賛否両論となったが、興行的には成功を収めた。2012年にはK・V・アーナンドの『Maattrraan』で結合双生児役を演じた。同作の評価は賛否両論となったが、スーリヤの演技はVFX技術と共に高い評価を得ている。同年1月にスター・ヴィジャイの『Neengalum Vellalam Oru Kodi』の司会者に起用され、2月27日から7月12日にかけて放送された。2013年には『Singam II』に出演し、当時のタミル語映画歴代興行成績第1位となった。スーリヤの演技は高い評価を受け、興行的にも成功を収めた。また、ガウタム・ヴァスデーヴ・メーナンの『Dhruva Natchathiram』への出演を決めていたが、スケジュールの遅れやメーナンとの意見相違を理由に2013年10月に降板した。

### 2014年以降

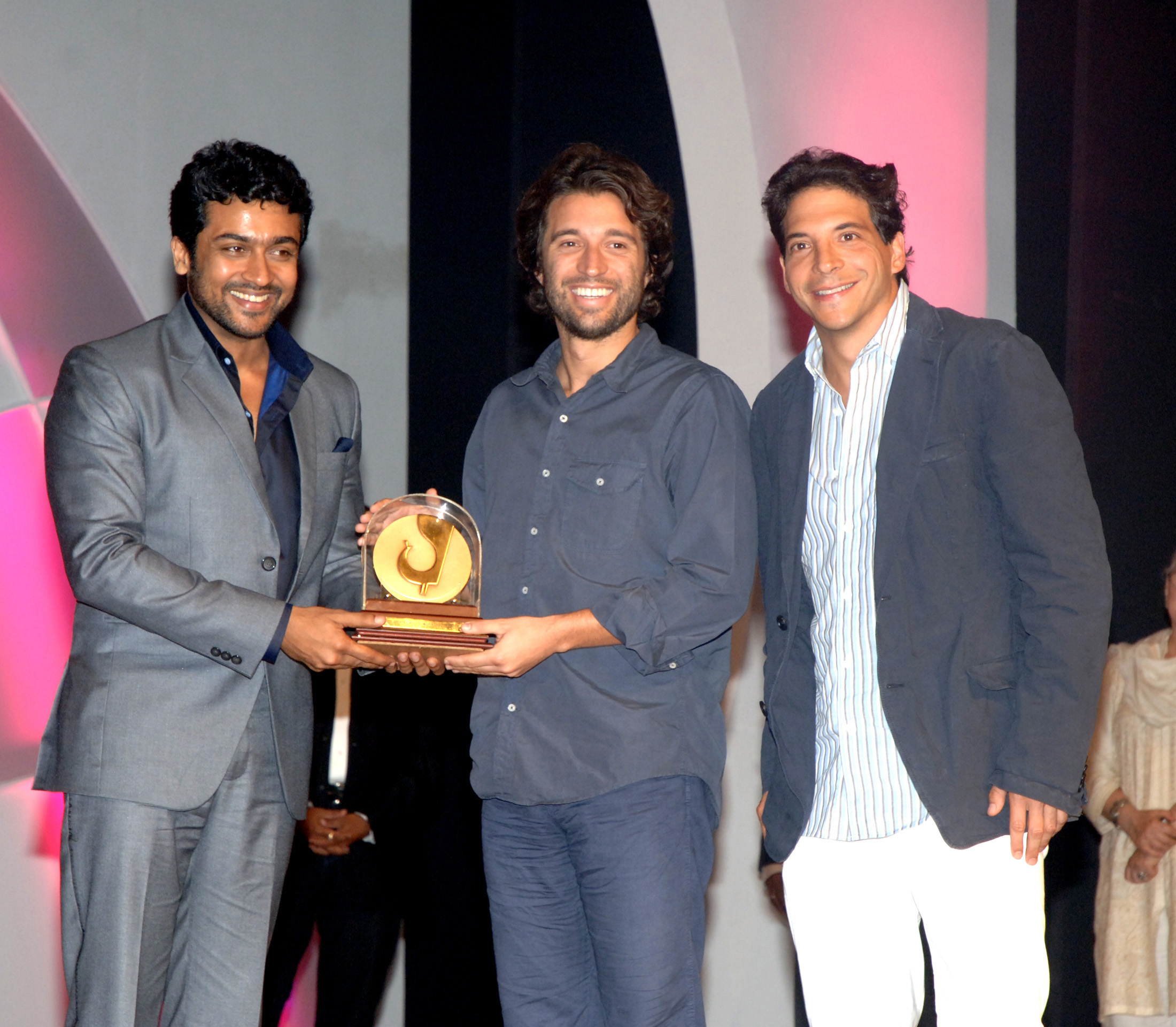
第42回インド国際映画祭閉会式でのスーリヤ、アレハンドロ・ランデス、フランシソ・アリュール

2014年8月15日にN・リンガサーミの『Anjaan』に出演し、同作は混合的な評価となった。続けて出演したヴェンカット・プラブの『Massu Engira Masilamani』も混合的な評価となったが、スーリヤの演技は高い評価を受けた。
2016年5月6日にヴィクラム・クマールの『24』に出演した。同作はタイムトラベルを題材としており、スーリヤは一人三役を演じ、サマンタ、ニティヤ・メーノーンと共演した。同作についてザ・ヒンドゥーのバラドワジ・ランガンは「SFとマサラ神話をミックスした知的で楽しい作品」、ファーストポストのスリーダル・ピラーイは「上品な商業エンターテインメント」と批評している。同作は公開18日間で興行収入10億ルピーを記録し、スーリヤはフィルムフェア賞 タミル語映画部門審査員選出男優賞を受賞した。
2017年2月9日にハリの『Si3』に出演し、10億ルピー超えの興行収入を記録した。2018年に『Thaanaa Serndha Koottam』でキールティ・スレーシュと共演し、2019年にはセルヴァラーガヴァンの『NGK』、K・V・アーナンドの『Kaappaan』に出演している。『Kaappaan』の評価は賛否両論となったが、10億ルピー超えの興行収入を記録するヒット作となった。2020年には『ただ空高く舞え』で主演・プロデューサーを務めた。同作はエア・デカンの創設者G・R・ゴーピナートを題材としており、スーリヤの所有する2Dエンターテインメントが製作を手掛けている。

## 俳優以外の活動

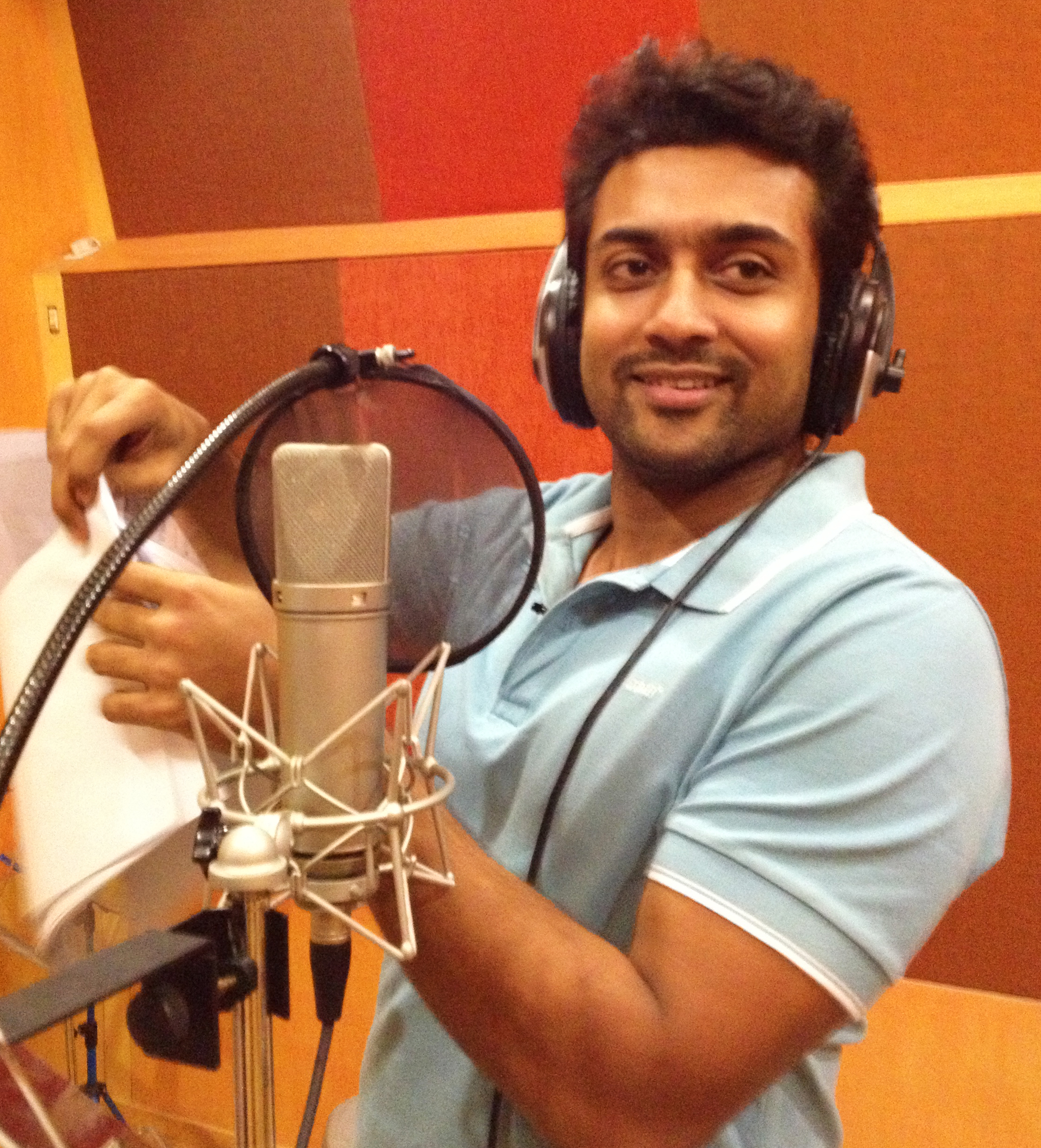
ティーチAIDSのアニメーション収録中のスーリヤ

2004年にR・マーダヴァンと共にタミル・ナードゥ州内のペプシコーラのブランド大使に任命され、この他にTVSモーター、Sunfeast Biscuits、エアセルのエンドーサーとなっており、2010年以降はサラヴァナ・ストア、エマミのエンドーサーにもなっている。2011年にはネスカフェ、クローズアップと契約を結び、同年5月にはザンドゥ・バラムの広告でマライカ・アローラと共演した。2012年には大手ジュエリーグループのマラバル・ゴールドと契約を結び、エアセルとネスカフェのコマーシャルでは妻のジョーティカーと共演した。2013年にはエジソン賞のベスト南インド男性エンドーサーを受賞し、2014年にはコムプランと契約を結んだ。2015年にクイクル、インテックス・モバイルのブランド大使に任命された。スーリヤはフォーブス・インディアの「フォーブス・インディア・セレブリティ100」に複数回選ばれており（2012年、2013年、2015年、2016年、2017年、2018年）、2013年は第33位（推定収入4億8500万ルピー）、2017年は第25位（推定収入3億4000万ルピー）となっている。
2007年、スーリヤはタンケル財団のブランド大使に任命され、AIDS啓蒙のための短編映画に出演した。2006年にアガラーム財団を設立し、タミル・ナードゥ州内で学校を中退した児童の支援活動を行っている。スーリヤは活動を始めたきっかけとして、1980年代に父が運営していたシヴァクマール・エドゥケーショナル・トラストでの活動経験を挙げている。彼はタミル・ナードゥ州教育省と連携し、児童の貧困・労働・教育問題を啓蒙するためのコマーシャル・ビデオ『Herova? Zerova?』を製作している。同作はスーリヤがプロデューサー、シヴァクマールが脚本を務め、ヴィジャイ、R・マーダヴァン、ジョーティカーが出演している。2010年にアガラーム財団は貧困学生159人が高等教育を受けるための支援を行い、彼らに無料で宿泊施設などを提供している。
スーリヤと彼の家族はスリランカ系タミル人の児童の教育支援も行っている。また、インドの虎を保護する「Save The Tigers」キャンペーンや結核患者の投薬治療を無償で支援する「REACH」などの活動も行っている。彼は自身の誕生日に毎年タミル・ナードゥ州内でチャリティー活動を行っている。